# Condado de Davidson (Tennessee)
El condado de Davidson (en inglés: Davidson County, Tennessee), fundado en 1783, es uno de los 95 condados del estado estadounidense de Tennessee. En el año 2000 tenía una población de 569.891 habitantes con una densidad poblacional de 31 personas por km². La sede del condado es Nashville.

## Historia
El Condado de Davidson es la más antiguo de los condado de Tennessee. Se remonta a 1783, cuando el legislador de Carolina del Norte creó el condado y la nombró en honor de William Lee Davidson, un oficial de Carolina del Norte que murió en la Guerra de la Revolución el 1 de enero de 1782.

## Geografía
Según la Oficina del Censo, el condado tiene un área total de 1230 km² (474,9 mi²), de la cual 1227 km² (473,7 mi²) es tierra y 3 km² (1,2 mi²) es agua.

### Condados adyacentes
- Condado de Robertson norte
- Condado de Sumner noreste
- Condado de Wilson este
- Condado de Rutherford sureste
- Condado de Williamson sur
- Condado de Cheatham oeste

## Demografía
En el 2000 la renta per cápita promedia del condado era de $39,797, y el ingreso promedio para una familia era de $49,317. El ingreso per cápita para el condado era de $23,069. En 2000 los hombres tenían un ingreso per cápita de $33,844 contra $27,770 para las mujeres. Alrededor del 13.00% de la población estaba bajo el umbral de pobreza nacional.
| 1900    | 1910    | 1920    | 1930    | 1940    | 1950    | 1960    | 1970    | 1980    | 1990    | 2000    |
| ------- | ------- | ------- | ------- | ------- | ------- | ------- | ------- | ------- | ------- | ------- |
| 122.815 | 149.478 | 167.815 | 222.854 | 257.267 | 321.758 | 399.743 | 448.003 | 477.811 | 510.784 | 569.891 |

## Educación
Las Escuelas Públicas Metropolitanas de Nashville gestiona escuelas públicas.

## Lugares

### Ciudades y pueblos
Todo el Condado de Davidson se engloban bajo el Gobierno Metropolitano de Nashville y el condado de Davidson. Sin embargo, varios municipios que fueron se incorporaron antes de la consolidación conservar cierta autonomía como municipios independientes. Estos son:
- Belle Meade
- Berry Hill
- Forest Hills
- Goodlettsville (parte en el Condado de Sumner)
- Lakewood
- Oak Hill
- Ridgetop (principalmente en el Condado de Robertson)

Para el censo de EE. UU. las porciones del Condado de Davidson que se encuentran fuera de los límites de los siete municipios incorporados de forma independiente son colectivamente tratado como el equilibrio de Nashville-Davidson.
Además, varias comunidades en el condado que carecen de carácter oficial de los municipios incorporados (ya sea porque nunca fueron incorporados o porque renunciaron a su Carta Municipal, cuando se produjo la consolidación) mantienen su identidad independiente, en diferentes grados. Estos incluyen:
- Antioch
- Bellevue
- Bellshire
- Bordeaux
- Donelson
- Hermitage
- Inglewood
- Joelton
- Madison
- Old Hickory
- Pasquo
- Whites Creek